# Türkiye Gençlik Birliği

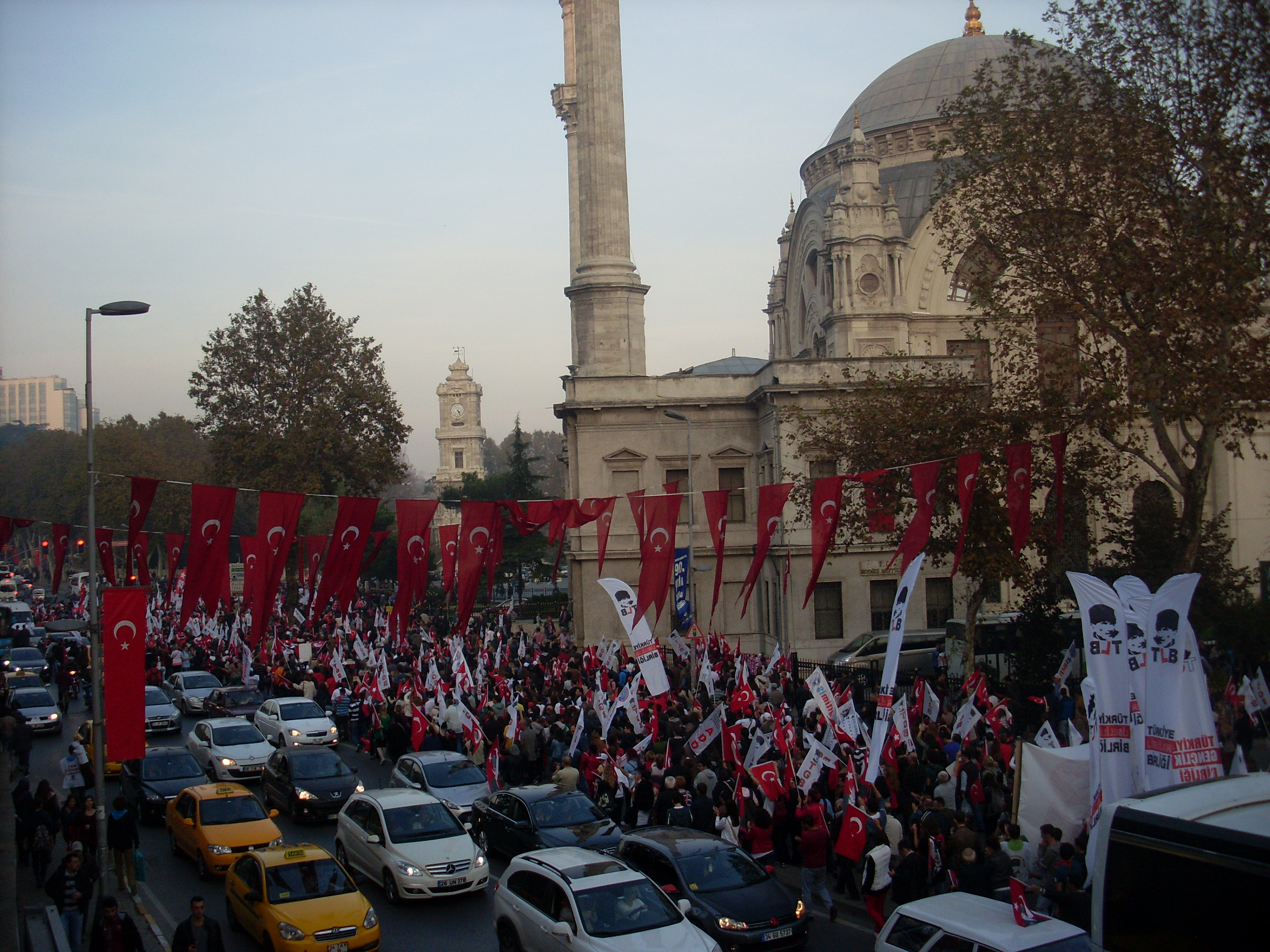
TGB-Proteste vor der Dolmabahçe-Moschee in Istanbul zum Tag der Republik am 29. Oktober 2013; zusammen mit der Atatürkçü Düşünce Derneği

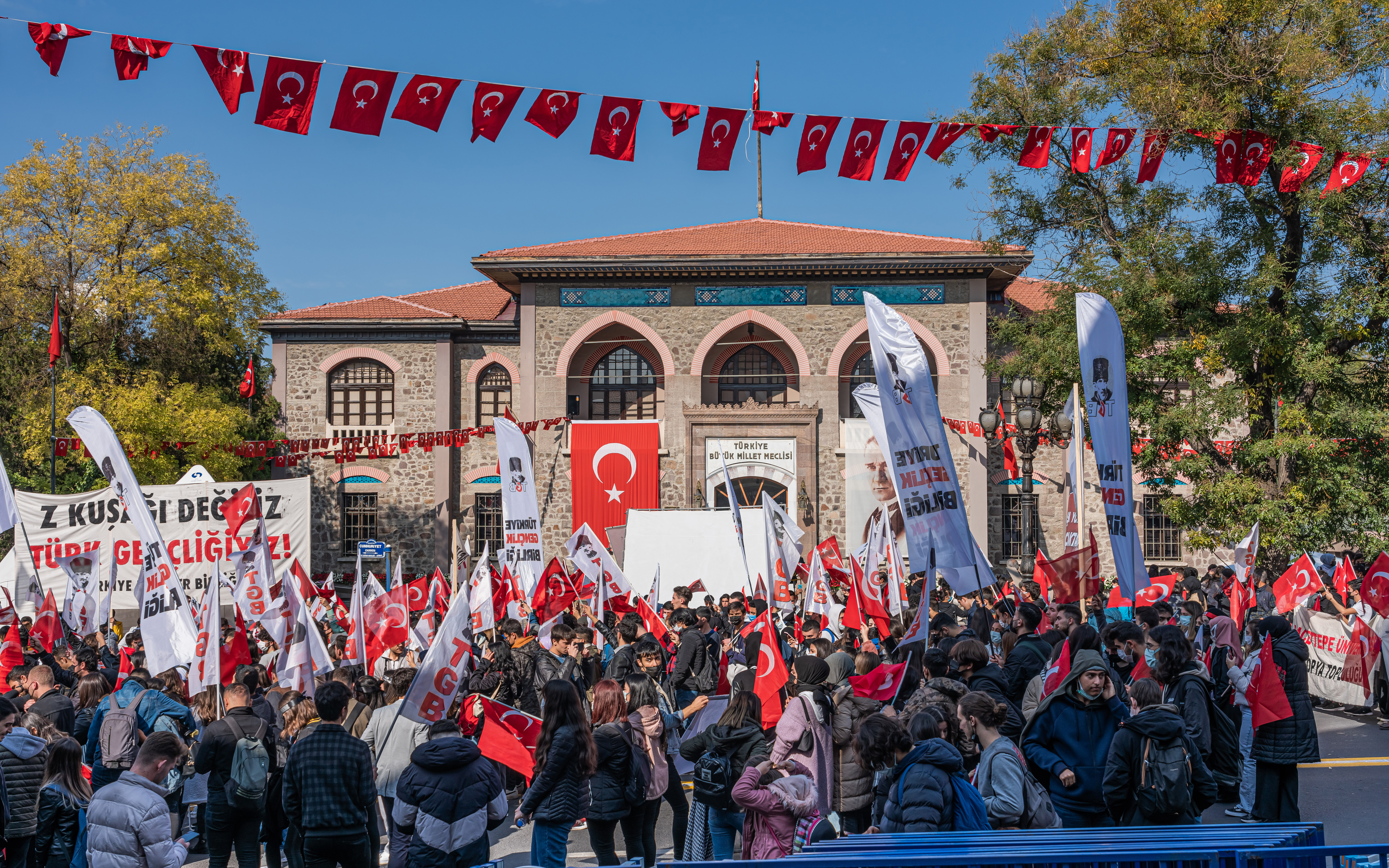
TGB-Demo in Ankara zum Tag der Republik 2021

Die Türkiye Gençlik Birliği (deutsch: „Türkischer Jugendbund“; Abkürzung: TGB) ist eine kemalistische und antiimperialistische türkische Jugend- und Studentenorganisation.
Es gibt personelle Überschneidungen mit der Jugendorganisation der Vatan Partisi.

## Gründung und Ziele
Sie wurde am 19. Mai 2006 als Zusammenschluss von 65 Studentenvereinigungen von 40 türkischen Universitäten in Ankara gegründet. Ihr Ziel ist der Zusammenschluss „revolutionärer, patriotischer und an Atatürk orientierter junger Menschen“. Der 19. Mai ist als Beginn des türkischen Befreiungskriegs ein türkischer Feiertag (19 Mayıs Gençlik ve Spor Bayramı).

## Aktivitäten
Die Vereinigung unterhält in verschiedenen türkischen Städten Jugend- und Kulturzentren, die nach dem Schriftsteller Attila İlhan benannt sind. Sie ist auch in der türkischen Diaspora aktiv und hat seit 2011 einen Zweig in Deutschland. Sie gibt die Zeitschrift Kırmızı Beyaz (deutsch: „rot-weiß“) heraus.
Ihr damaliger Vorsitzender Adnan Türkkan wurde am 1. Juli 2008 im Zuge der Ergenekon-Ermittlungen festgenommen.
Am 22. Januar 2013 zogen Mitglieder der Organisation in der türkischen Stadt İskenderun Soldaten der Bundeswehr Säcke über den Kopf und bestäubten sie mit Mehl. Der damalige Vorsitzende des deutschen Zweigs Beyhan Yıldırım erklärte dies als symbolische Aktion im Rahmen von Protesten gegen die Stationierung von Patriot-Abwehrsystemen der Bundeswehr in der Türkei. Er verwies auf die Gegnerschaft der Bevölkerungsmehrheit in der Türkei und in Deutschland gegen diesen Einsatz. Er selbst habe am Tag des Einsatzbeschlusses im Bundestag von der Zuschauertribüne aus Kritik dazwischengerufen.
Im Rahmen der Proteste in der Türkei 2013 beteiligte sich die Vereinigung an der Vorbereitung und Durchführung der Proteste gegen die AKP-Regierung. Zugunsten der Inhaftierten des Ergenekon-Verfahrens schrieben ihre Vertreter im Frühjahr 2013 einen Brief an die Abgeordneten des Deutschen Bundestags und nahmen an einem Treffen mit dem Menschenrechtsbeauftragten Markus Löning teil.
Im Rahmen eines Kulturfestivals zum 19. Mai und lud die TGB den Vorsitzenden der türkischen Anwälteassoziation Metin Feyzioğlu ein. Der Erlös der Veranstaltung wurde an die Opferfamilien des Grubenunglück von Soma gespendet.
Zusammen mit anderen Organisation, unter anderem der Kommunistischen Partei der Schweiz, der Eurasischen Jugendbewegung in Russland und verschiedenen Jugendorganisation aus dem Libanon, Syrien und Palästina gründete die TGB am 29. Oktober 2014 in Istanbul den Antiimperialistischen Weltjugendbund (WAYU).